# Stefan Cvijović
Stefan Cvijović (serbisch-kyrillisch Стефан Цвијовић, * 3. August 1989 in Belgrad) ist ein serbischer Musiker, der unter dem Künstlernamen Cvija arbeitet.

## Leben und Karriere
Stefan Cvijović wurde am 3. August 1989 in Belgrad geboren und macht seit 2006 Musik. Er studierte Sound Design.
Er arbeitete mit Künstlern wie Dara Bubamara, Dado Polumenta, MC Yankoo, MC Stojan, Radmila Manojlović, Sanja Vučić, Andrea, Ana Mašulović, Connect oder Rasta zusammen.

## Diskografie

### Alben
- 2008: Taj rad
- 2009: I dalje tu
- 2011: Nisam mogao da ćutim
- 2015: Bogu hvala
- 2017: Heroji

### EPs
- 2024: Fenomeno

### Singles (Auswahl)
| - 2011: Noć za nas (mit Dara Bubamara) - 2011: Večeras (mit Dado Polumenta) - 2011: Ne znam gde sam (mit MC Stojan) - 2012: Volim to što radiš (mit Andrej Ilić) - 2013: Pozovi me/Obadi mi se (mit Andrea) - 2013: Neka je boli (mit MlaDJa & Roby Rob) - 2013: Zanjiši kukovima (mit Željko Vasić & T-Blazer) - 2013: Nema te (mit Radmila Manojlović) - 2014: Gde si ti (mit DJ MS) - 2014: Sexy dupe (mit MC Yankoo) - 2014: Brzina - 2014: Ne plači - 2014: Mogu ja bez ljubavi (mit Sha & DJ Mladja) - 2015: Bogu hvala - 2015: Čekam te - 2015: Jače od vina - 2015: Rulet - 2015: 100 ljubavi - 2015: Ubila si me - 2016: Crni sin (mit Relja Popović & Coby) - 2016: Bahami | - 2016: Horoskop (mit Lapsus Band) - 2017: Abu Dabi (mit MC Yankoo) - 2017: Heroji - 2017: Lake zene - 2017: Meni od sinoc nije dobro - 2017: Mrtav covek - 2017: Haljina - 2017: Tako dobro (mit Rasta) - 2017: Mene to ne zanima - 2017: Novcanice - 2018: Tajne - 2018: Insta - 2018: Derbi (mit In Vivo) - 2019: Ista Si Ko Sve (mit MC Yankoo) - 2019: Ona Bi To (mit MC Yankoo) - 2019: Nokaut (mit Teodora Džehverović) - 2020: Poziv - 2021: Film O Nama (mit Edita Aradinović) - 2022: Zivot Skup (mit Coby) - 2023: Kriva je kafana (mit Sanja Vučić) |